# Gmina Szemud
Die Gmina Szemud ist eine Landgemeinde im Powiat Wejherowski der Woiwodschaft Pommern in Polen. Ihr Sitz befindet sich im gleichnamigen Dorf (deutsch Schönwalde; kaschubisch Szëmôłd) mit etwa 1650 Einwohnern.

## Geographie
Die Gemeinde liegt in der historischen Landschaft Pommerellen im ehemaligen Westpreußen, etwa zehn Kilometer südlich von Wejherowo (Neustadt) und 30 Kilometer nordwestlich von Danzig.

## Geschichte
Bis 1919 gehörte Schönwalde zum Kreis Neustadt in Westpreußen. Nach dem Ersten Weltkrieg musste das Kreisgebiet mit Schönwalde aufgrund der Bestimmungen des Versailler Vertrags zur Einrichtung des Polnischen Korridors an die Polen abgetreten werden. 
Durch den Überfall auf Polen 1939 wurde das Kreisgebiet völkerrechtswidrig vom Deutschen Reich annektiert und wurde nun dem Reichsgau Danzig-Westpreußen zugeordnet. Gegen Ende des Zweiten Weltkriegs besetzte im Frühjahr 1945 die Rote Armee die Region. In der Folge kam Szemud wieder an Polen.

## Gliederung
Zur Landgemeinde (gmina wiejska) Szemud gehören 23 Orte (deutsche Namen bis 1945) mit einem Schulzenamt:
| - Będargowo (Bendargau) - Bojano (Bojahn) - Częstkowo (Grünenberg) - Dobrzewino (Wertheim) - Donimierz (Groß Dennemörse) - Głazica (Glashütte) - Grabowiec (Grabowitz) - Jeleńska Huta (Jellnschehütte) | - Kamień (Steinkrug) - Karczemki (Friedenau) - Kieleńska Huta (Köllnerhütte) - Kielno (Kölln) - Koleczkowo (Kolletzkau) - Kowalewo - Leśno - Łebieńska Huta (Lebnoerhütte) | - Łebno (Lebno) - Przetoczyno (Pretoschin) - Rębiska (Rembisko) - Szemud (Schönwalde) - Szemudzka Huta (Schönwalderhütte) - Warzno (Warschnau) - Zęblewo (Zemblau) |

Weitere Ortschaften der Gemeinde sind:
| - Bagielnica - Bożanka (Bozanken) - Czarna Dąbrowa - Czarna Góra (Schwarzenberg) - Dębnik - Dębowa | - Gapionka - Gęsia Krzywda - Koleczkowski Młyn (Kolletzkauermühle) - Łekno - Mały Donimierz - Moczydła | - Mrówczy Zamek - Nowa Karczma - Psale - Rosochy - Szopa (Schoppe) - Zęblewski Młyn |